# 唐沢仁義
唐沢 仁義（からさわ じんぎ、本名：竹崎 仁義、1969年4月16日 - ）は、日本のキックボクサー、格闘家。徳島県徳島市出身。

## 経歴
学生時代は空手家として四国地方のトーナメントで数々の優勝歴があり、高校卒業後に上京。1988年に全日本キックボクシング連盟でプロデビュー、8連勝で全日本スーパーミドル級1位にランクインした。
その後、プロレス団体でザ・シューターや宇宙パワーなど覆面格闘家として活躍後、総合格闘家に転身。2002年6月29日、金町地区センターで片岡亮(J－NETWORK早稲田)のメガファイト王座に挑戦も敗北。以降、同7月27日に東京D-CLUBでガート・カジェヘーロにKO勝ち、同9月にはメガファイトランブルで優勝した。
2003年6月22日、国立ニューシティホールで大塚裕一に敗北。同8月17日に同所で木村悦也にKO勝ち。同9月14日にパウきたいけぶくろではプロボクシング元日本ライト級１位の諸岡正明（協栄）に勝利している。
2006年4月に佐々木人霊をKO勝ち、8月にモンテネグロでのWKNキックボクシングカップに出場し久々のキックルールに挑んだが、ネストール・カルドラ(スペイン)に判定負けした。また、
2010年10月9日にもアブダビでのキックボクシング大会に出場、アブドル・マターに勝っている。しかし、同年11月25日の横浜での試合において負傷し長期の休養をブログなどで明かしている。
2004年に北原光騎の主催するCAPTUREにも出場しているが、徳島大会において勝敗の決まっているプロレスマッチということで臨んだ試合において対戦相手の北原が一方的にシュートを仕掛けて、わずか10秒ほどで試合が終了。「騙し討ちかよ」と叫んで猛抗議したことがあった。
得意技は炎の胃袋破りと呼ばれるヒザ蹴り。
本業では有名人のボディガードを主に行なっていることでも知られる。